# Kortizon

Kortizon, C_{21}H_{28}O_{5}

Kortizon je steroidní hormon patřící do skupiny kortikoidů. Je vytvářen kůrou nadledvin.
Hormon objevil americký chemik Edward Calvin Kendall. Za objev získal v roce 1950 Nobelovu cenu za fyziologii nebo lékařství. Spolu s ním získali cenu i Philip Showalter Hench a Tadeus Reichstein za objevy hormonů kůry nadledvin.